# Amerila madagascariensis
Amerila madagascariensis är en fjärilsart som beskrevs av Jean Baptiste Boisduval 1847. Amerila madagascariensis ingår i släktet Amerila och familjen björnspinnare. Inga underarter finns listade i Catalogue of Life.